# أل بلانشارد
أل بلانشارد هو لاعب هوكي الجليد كندي، ولد في 12 يونيو 1952 في غريتر سودبوري في كندا.

## وصلات خارجية
- أل بلانشارد على موقع EliteProspects.com (الإنجليزية)
- أل بلانشارد على موقع HockeyDB.com (الإنجليزية)